# Uracanthus albopleuron
Uracanthus albopleuron là một loài bọ cánh cứng trong họ Cerambycidae.